# Крекшино (станція)
Крекшино (рос. Крёкшино) — залізнична станція Київського напрямку Московської залізниці та маршруту  МЦД-4. Знаходиться за 24 км від МКАД на території Новомосковського адміністративного округу м Москви, Росія. На станції — декілька колій для формування складів, а також одна острівна платформа.

## Пересадка
- Автобуси: 450, 875, КЭ, 1055